# 滋賀県道313号仰木本堅田線
滋賀県道313号仰木本堅田線（しがけんどう313ごう おおぎほんかたたせん）は、滋賀県大津市を通る一般県道である。

## 概要
大津市仰木5丁目から大津市本堅田5丁目に至る。
大津市北部から比叡山へのドライブ連絡道となる。

### 路線データ
- 起点：大津市仰木5丁目（滋賀県道47号伊香立浜大津線交点）
- 終点：大津市本堅田5丁目（仰木口交差点、滋賀県道558号高島大津線交点）
- 総延長：2.6 km

## 路線状況

### 道路施設

#### 橋梁
- 明火橋（天神川、大津市）

## 地理

### 通過する自治体
- 大津市

### 交差する道路
| 交差する道路                       | 交差する場所 | 交差する場所        |
| ---------------------------------- | ------------ | ------------------- |
| 滋賀県道47号伊香立浜大津線         | 仰木5丁目    | 起点                |
| 国道161号                          | 仰木7丁目    | [ 注釈 1 ]          |
| 滋賀県道558号高島大津線 / 西近江路 | 本堅田5丁目  | 仰木口交差点 / 終点 |

### 交差する鉄道
- 湖西線

### 沿線
- 衣川天満宮
- 滋賀県立堅田高等学校
- 大津市立堅田小学校、幼稚園
- 水資源開発公団 琵琶湖開発総合管理所
- 東洋紡 総合研究所